# Distoleon disjunctus
Distoleon disjunctus är en insektsart som först beskrevs av Banks 1914.  Distoleon disjunctus ingår i släktet Distoleon och familjen myrlejonsländor. Inga underarter finns listade i Catalogue of Life.